# 라벤나
라벤나(Ravenna)는 이탈리아의 도시로 라벤나도의 도청 소재지이다. 5세기부터 서로마 제국의 수도였으며 476년 멸망할 때까지 그 뒤 동고트 왕국의 수도, 비잔틴 제국의 라벤나 총독관이 되었다.
처음에는 움브리족이 정착한 라벤나는 기원전 89년에 로마 공화국의 지배를 받게 되었다. 옥타비아누스는 라벤나에 클라시스(Classis)라는 군사 항구를 건설했으며, 이 도시는 중세 초기까지 아드리아 해의 중요한 항구로 남아 있었다. 도시는 제국의 통치 하에 번영했다. 402년 서로마 황제 호노리우스는 자신의 궁정을 서고트족 알라리크 1세의 살해위협을 피해 로마에서 라벤나로 옮겼다. 그 후 5세기 대부분 동안 제국의 수도로 사용되었다. 서로마 제국이 멸망한 후, 라벤나는 동고트족 왕 테오도리크에게 패배할 때까지 오도아케르의 수도가 되었다. 540년에 벨리사리우스는 비잔틴 제국을 위해 라벤나를 정복했고, 이 도시는 비잔틴 이탈리아의 수도가 되었다. 잠시 롬바르디아의 지배를 받은 후 라벤나는 교황청의 지배를 받게 되었고, 약간의 방해를 제외하고는 19세기 중반까지 교황령의 일부로 남아 새로운 통일 이탈리아 왕국에 합병되었다.
라벤나는 내륙 도시이지만 칸디아노 운하를 통해 아드리아 해와 연결되어 있다. 이곳은 유네스코 세계문화유산인 "라벤나의 초기 기독교 기념물"을 구성하는 8개의 건물과 함께 잘 보존된 후기 로마 및 비잔틴 건축물로 유명하다. 모자이크의 밀집도가 높기 때문에 이 도시는 모자이크를 가르치는 작업장과 학교와 연관되어 있으며 종종 "모자이크의 수도"와 같은 칭호가 부여된다.

## 저명한 출신
- 발렌티니아누스 3세: 로마 황제
- 라우라 파우시니: 이탈리아의 가수
- 아르칸젤로 코렐리: 바로크 바이올린 연주자
- 프란체스카 다 리미니: 역사적 인물
- 프란세스코 바라카
- 이바노 마레스코티: 배우
- 주세페 비탈리: 수학자
- 에반젤리스타 토리첼리: 수학자

## 이미지 갤러리

라벤나 - Ravenna
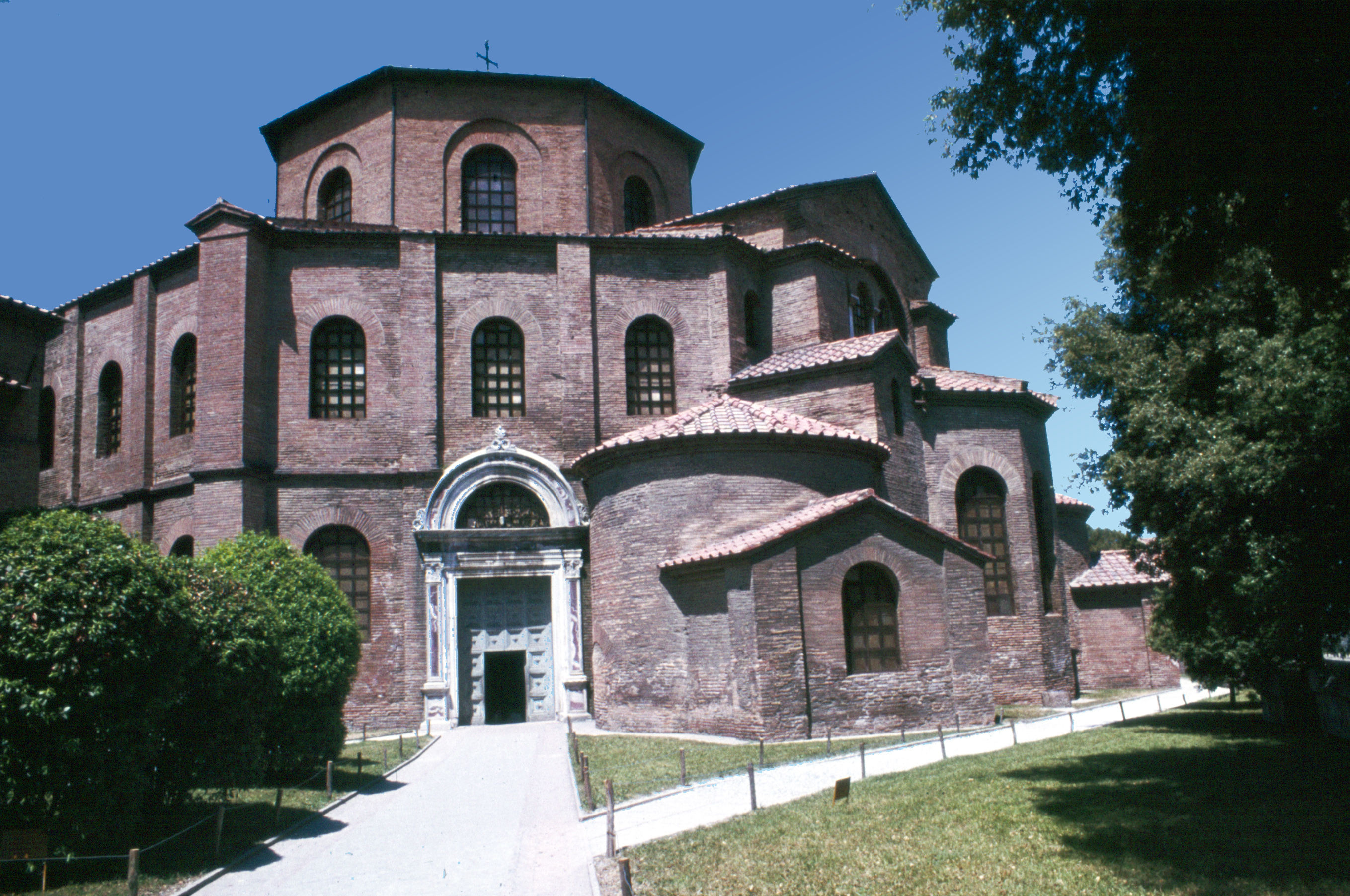
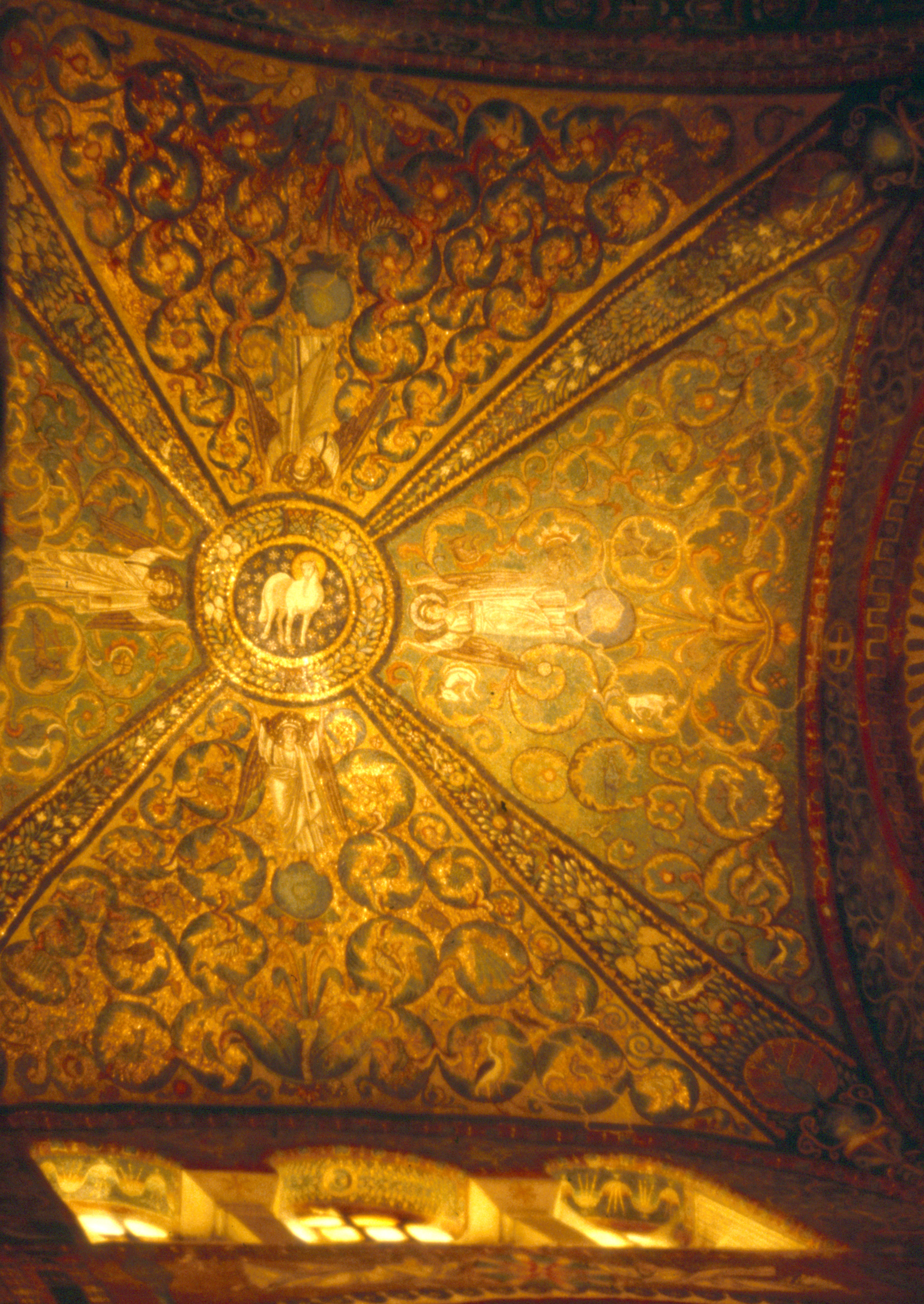
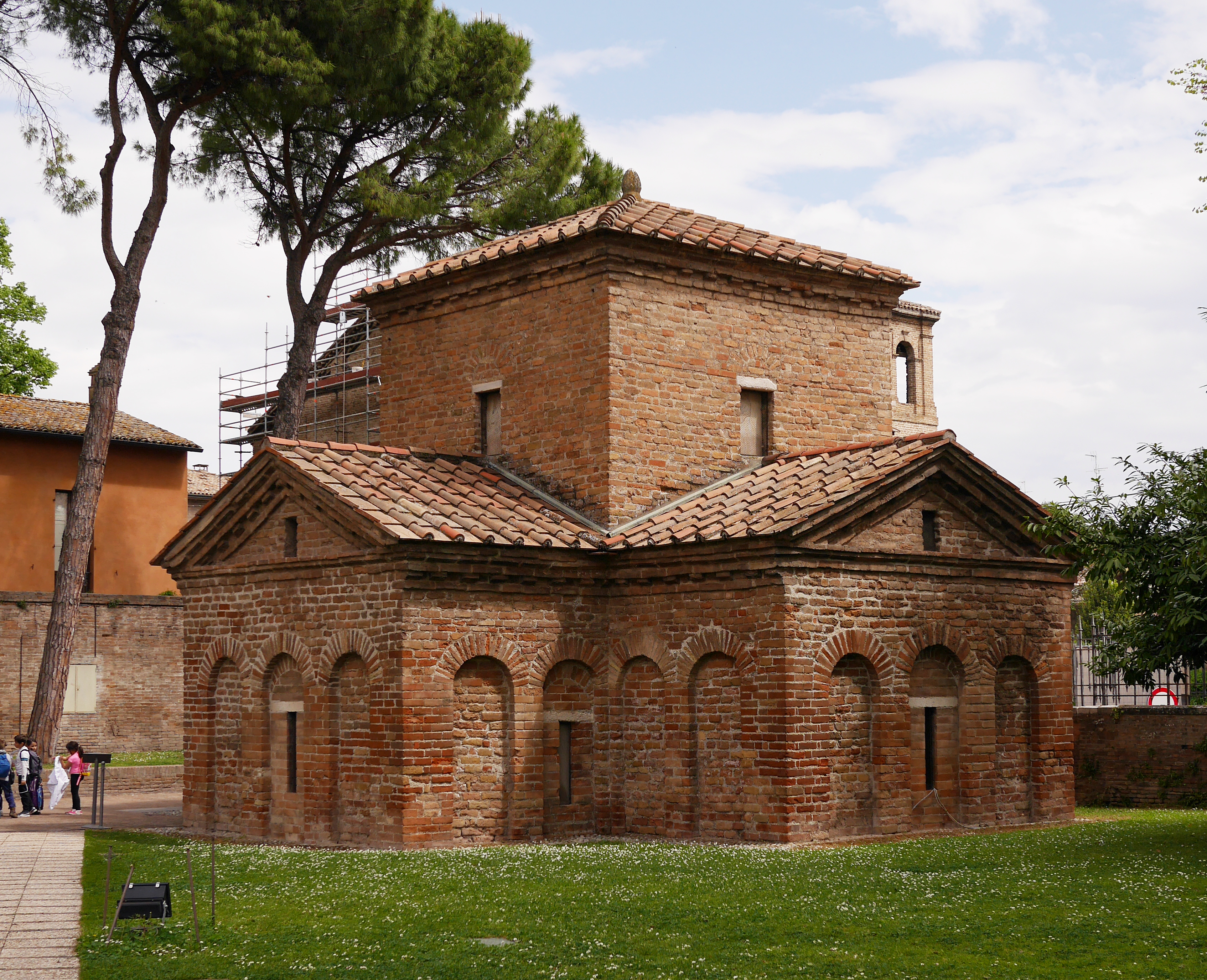
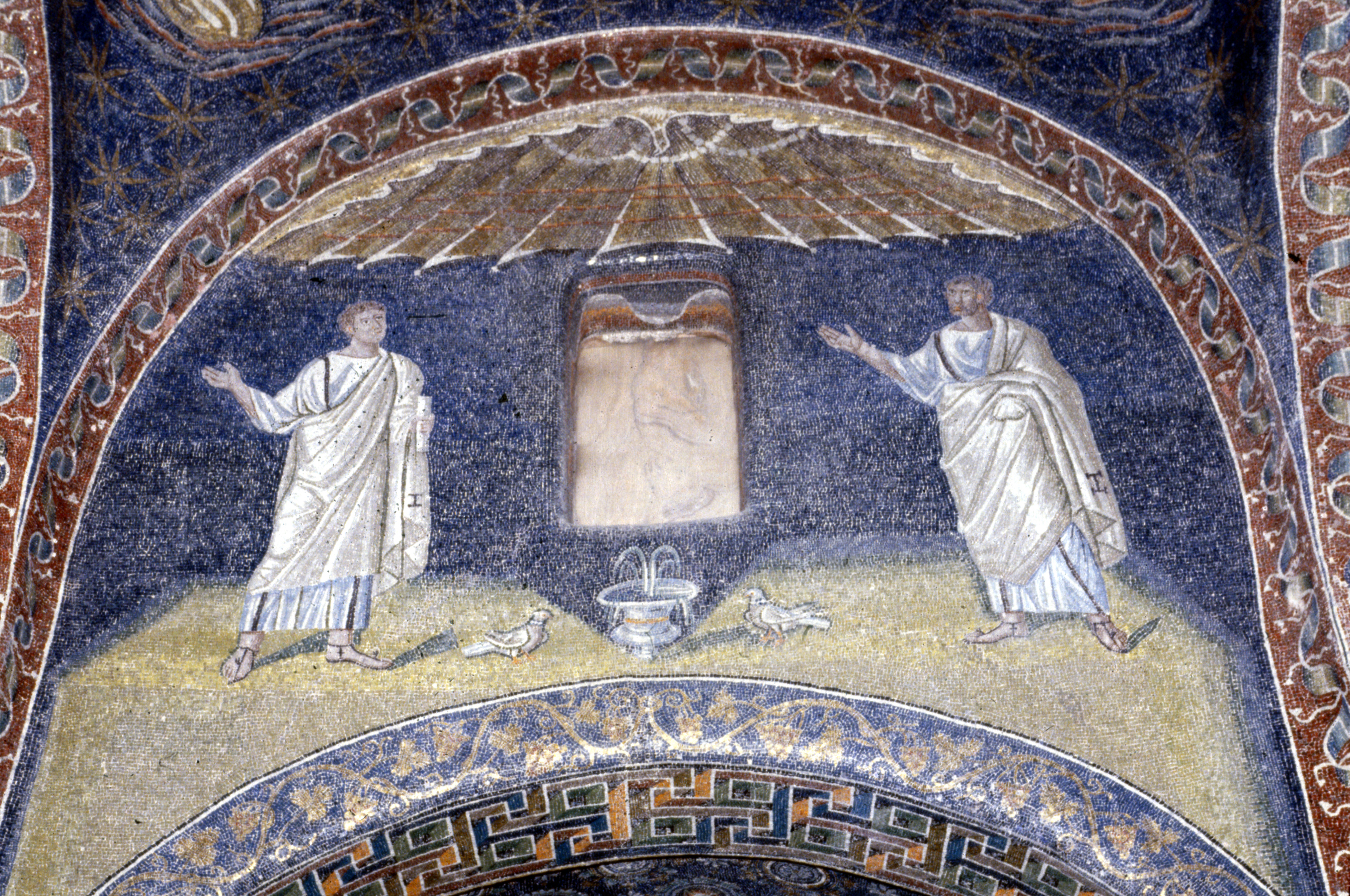
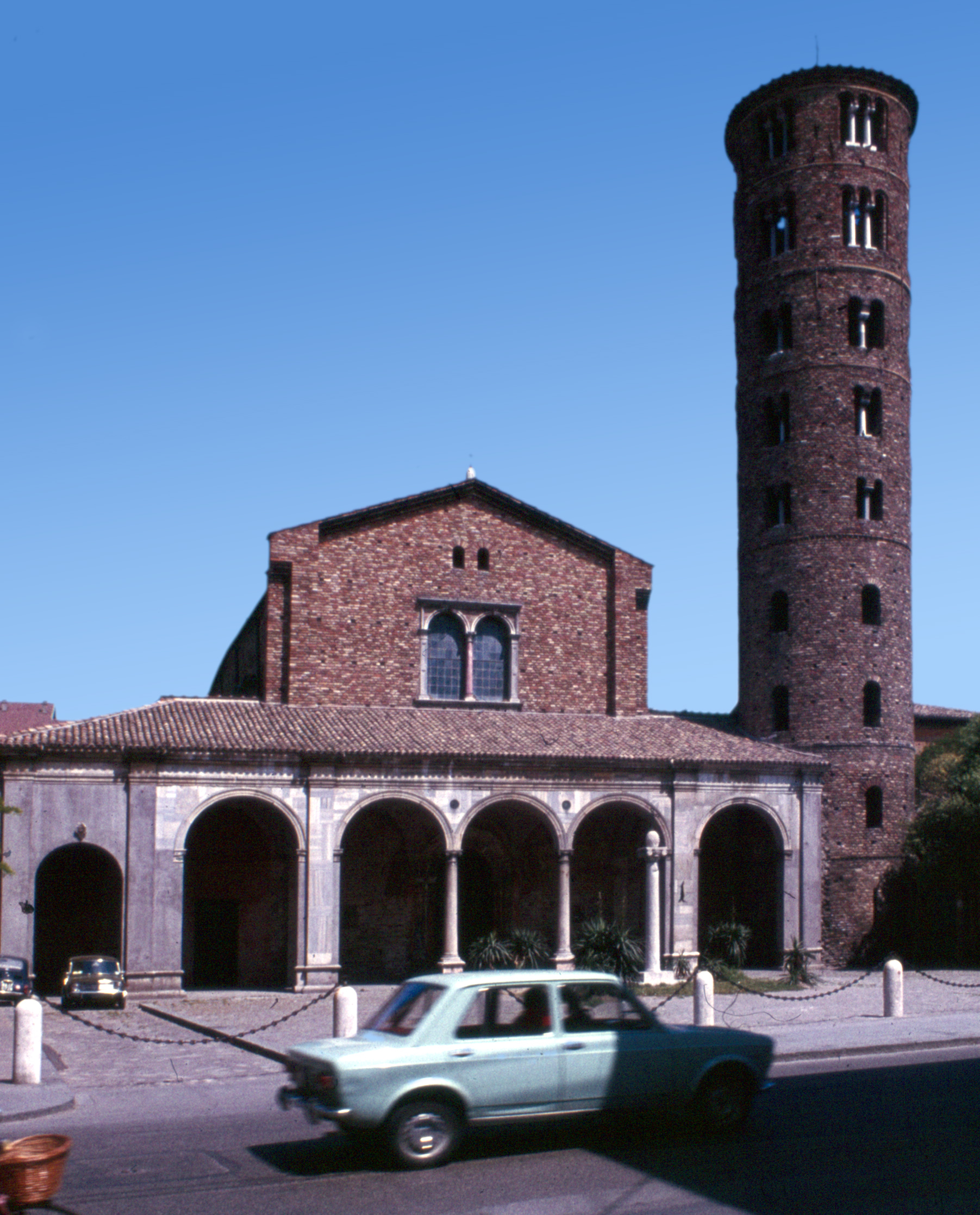
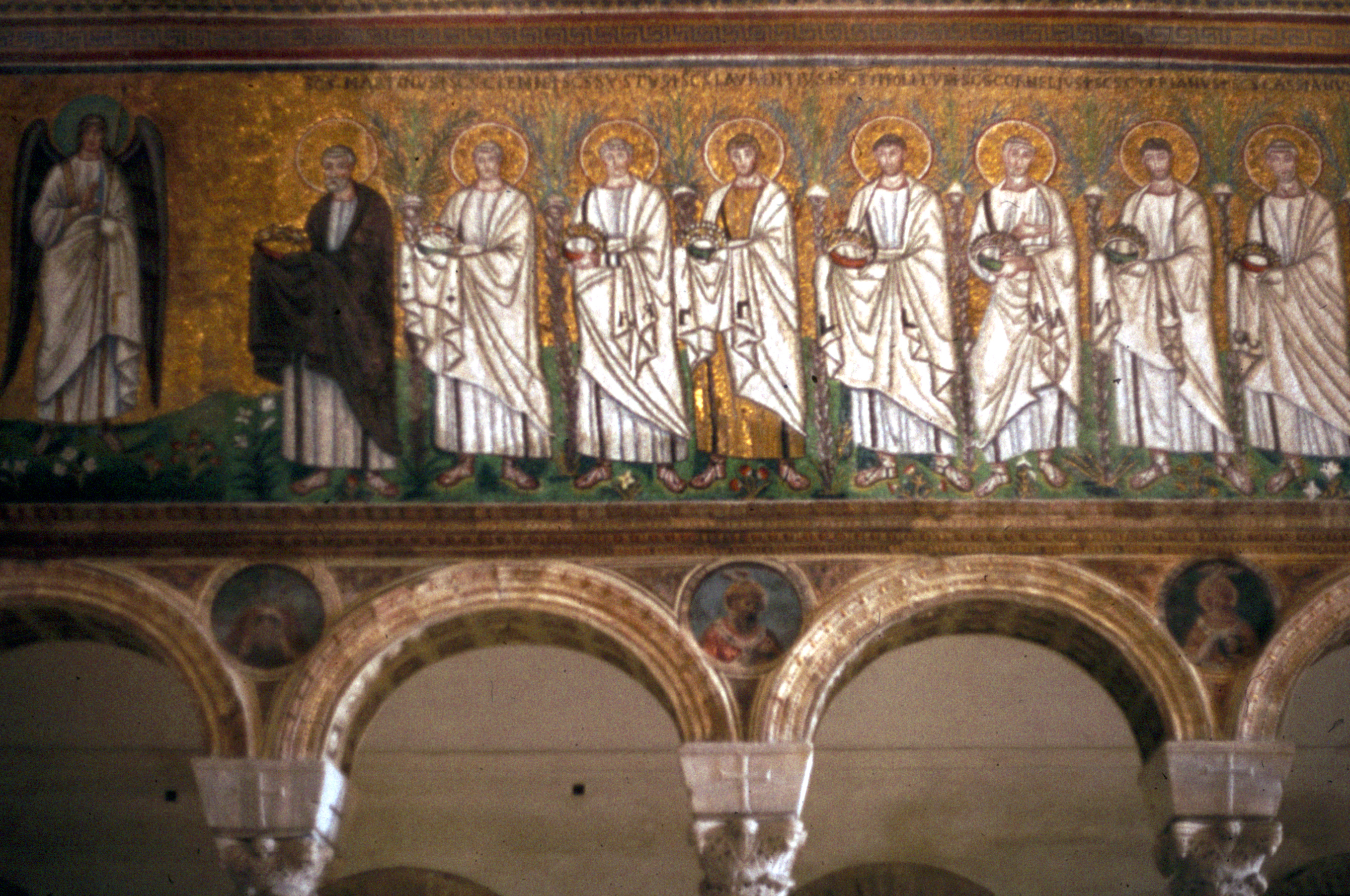
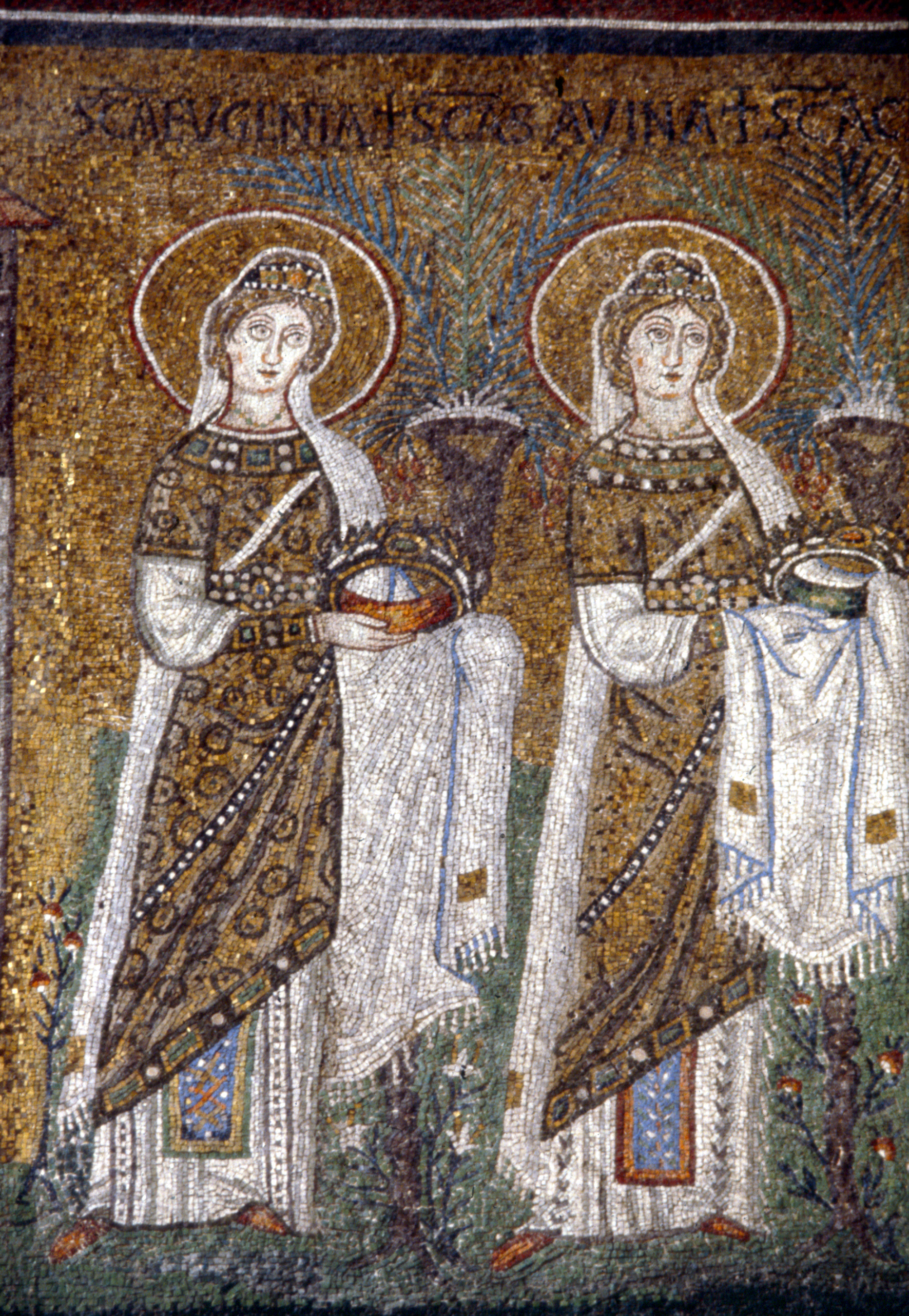
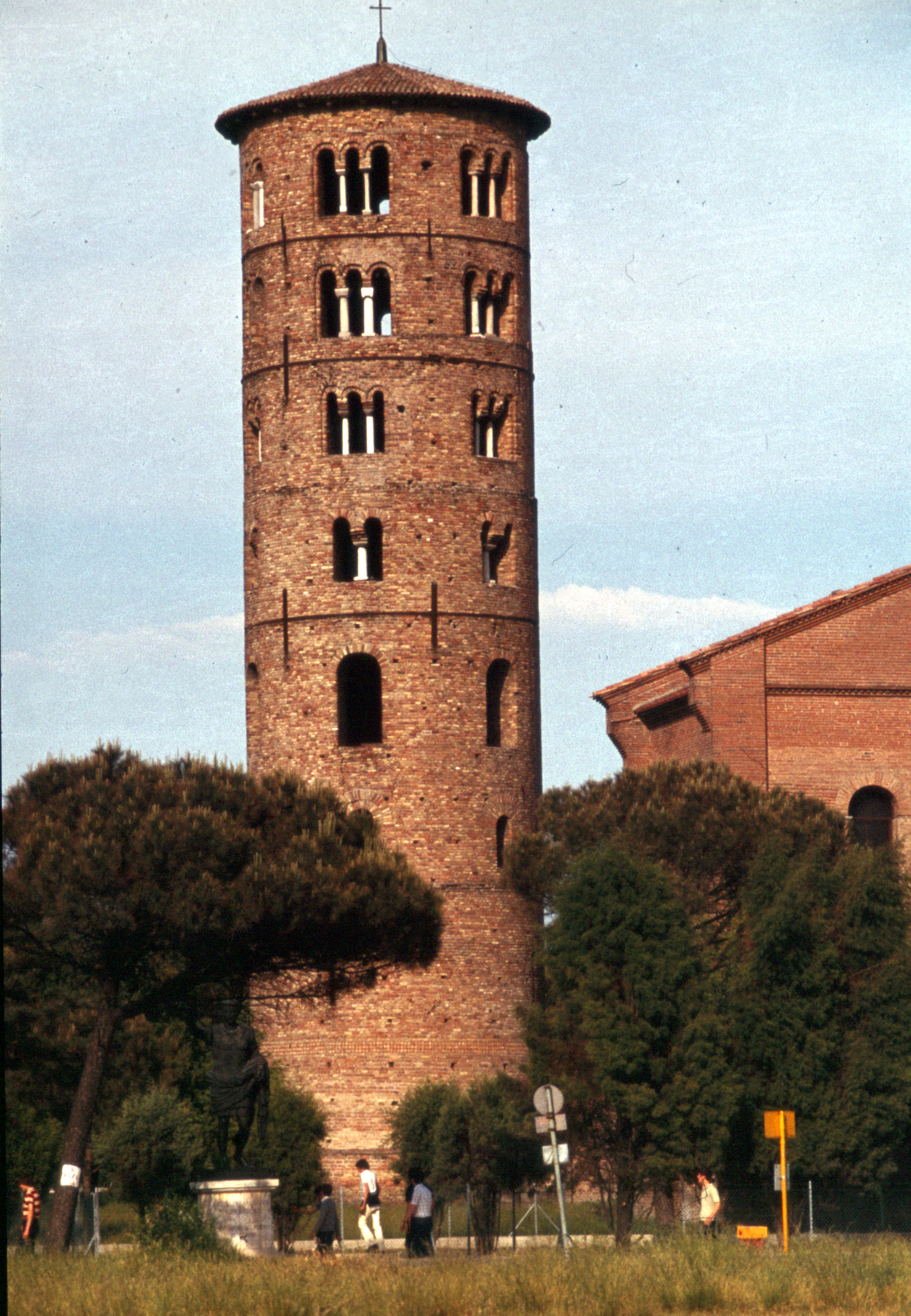
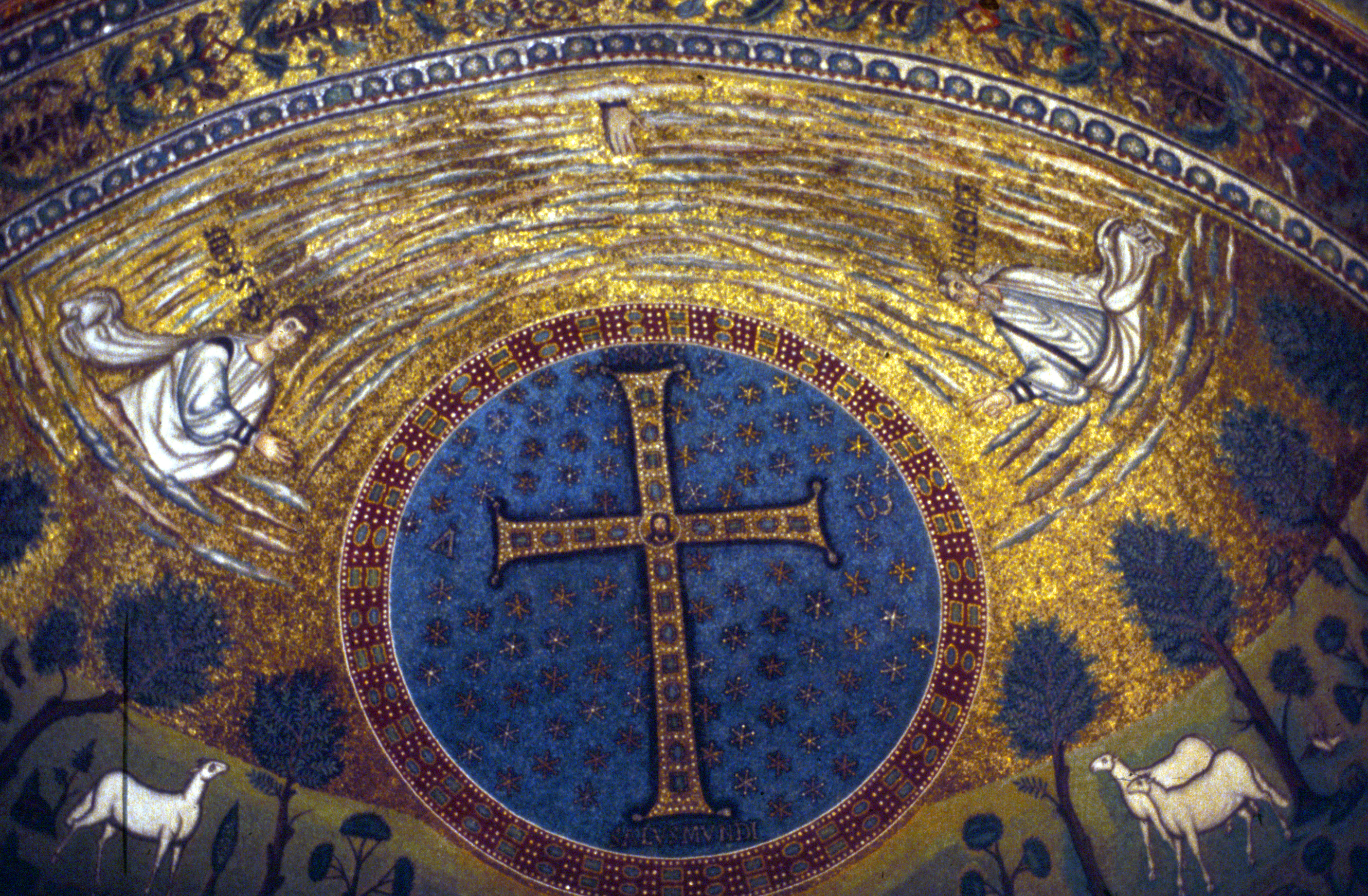
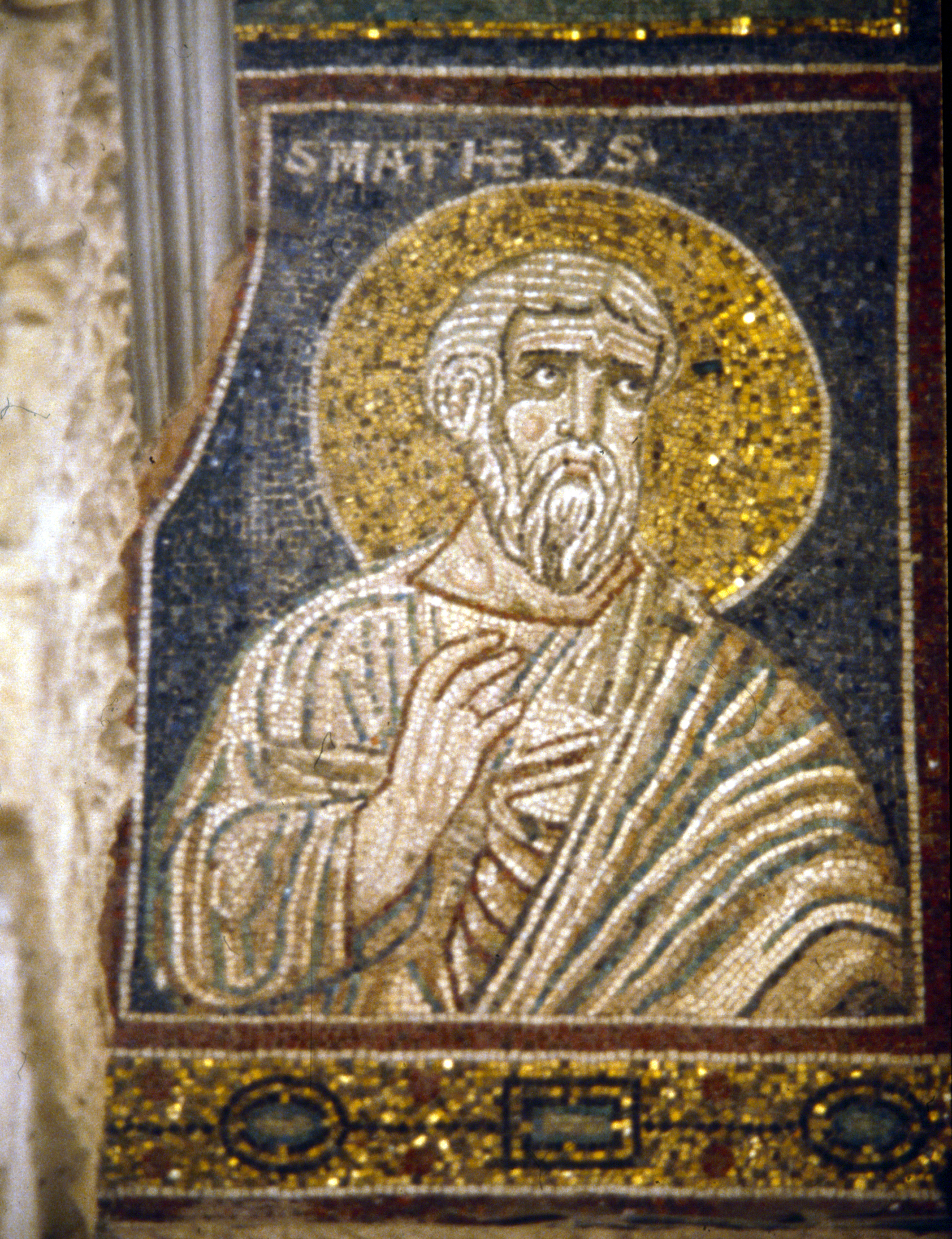